# Dispariția omului
Dispariția omului (sau extincția omenirii) este sfârșitul ipotetic al speciei umane. Diferite scenarii au fost discutate în domeniul științei, în cultura populară și în religie.
Oamenii sunt foarte răspândiți pe Pământ și trăiesc în comunități care (în același timp, interconectate) sunt capabile de un tip de supraviețuire în izolare. Prin urmare, pandemiile și distrugerea deliberată a circuitului agricol ar duce la dispariția omului numai dacă întreaga planetă ar deveni nelocuibilă.

## Diverse scenarii
Diverse scenarii posibile care ar duce la dispariția omului:
- Forme severe de dezastre cunoscute sau înregistrate: război nuclear, pandemie globală, etc.
- Colapsul mediului înconjurător: ex: pierderea atmosferei (lucru des întâmplat și pe alte planete), mega-vulcan, etc.
- Dezastre ecologice globale
- Evoluția omului într-o formă post-umană de viață (biologică și/sau tehnologică) sau evoluția unei alte specii într-o formă de viață superioară omului sau care ar reuși să ducă la dispariția omului
- Evoluția inteligenței artificiale puternice
- Declin demografic
- Accidente științifice
- Intervenție extraterestră: inteligentă (invazie) sau accidentală (ex. prăbușirea unui meteorit uriaș)

## Atitudini față de ipoteza dispariției omului
Atitudinile față de dispariția omului variază în funcție de convingerile pe scară largă în ceea ce privește supraviețuirea spirituală (suflete, cer, reîncarnare și așa mai departe), valoarea speciei umane, indiferent dacă specia umană evoluează individual sau colectiv și mulți alți factori. Multe religii profețesc sfârșitul timpurilor pentru tot universul. Dispariția omului este o parte a credinței a multor oameni în măsura în care sfârșitul timpurilor înseamnă sfârșitul absolut al umanității din punct de vedere fizic, dar nu și al sufletului considerat etern.
Cu toate acestea, nu toate religiile leagă dispariția omului de sfârșitul timpurilor din moment ce există credințe care prevăd regenerări ciclice sau că sfârșitul lumii înseamnă de fapt începutul unui nou tip de existență (Vezi: escatologie și utopism).